# George K. Shiel
George Knox Shiel (* 1825 in Irland; † 12. Dezember 1893 in Salem, Oregon) war ein US-amerikanischer Politiker. Zwischen 1861 und 1863 vertrat er den Bundesstaat Oregon im US-Repräsentantenhaus.

## Frühe Jahre
Nach seiner Einwanderung in die Vereinigten Staaten ließ sich George Shiel in New Orleans im Staat Louisiana nieder. Später zog er nach Ohio, wo er Jura studierte und nach seiner Zulassung als Rechtsanwalt auch praktizierte. Im Jahr 1854 zog er nach Salem im Oregon-Territorium. Auch dort arbeitete er als Rechtsanwalt.

## Umstrittene Wahlen und Einzug in den Kongress
George Shiel wurde Mitglied der Demokratischen Partei. Im Juni 1860 wurde er in Oregon zum Abgeordneten für die am 4. März 1861 beginnende Legislaturperiode des US-Repräsentantenhauses gewählt. Im weiteren Verlauf des Jahres wurden in Oregon alle Wahltermine mit sofortiger Wirkung auf den November verschoben. Dabei wurde aber nicht gesetzlich geregelt, was mit den bereits abgehaltenen Kongresswahlen im Juni geschehen sollte. Jedenfalls fanden im November erneute Kongresswahlen statt, die von Andrew J. Thayer gewonnen wurden. Nun hatte der Staat Oregon zwei gewählte Abgeordnete, aber nur einen Sitz im Repräsentantenhaus. Thayer nahm den Sitz am 4. März 1861 ein und Shiel legte Berufung gegen dieses Verfahren ein. Am 30. Juli 1861 beschloss der Wahlausschuss des Kongresses, dass George Shiel der rechtmäßig ermittelte Kandidat aus Oregon sei. Dieser trat sein Mandat sofort an und konnte es bis zum 3. März 1863 ausüben. Im Jahr 1862 lehnte er eine erneute Kandidatur ab. Er galt als Anhänger der Sklaverei und war ein entschiedener Gegner von Präsident Abraham Lincoln.

## Weiterer Lebenslauf
Nach seiner Rückkehr nach Oregon arbeitete er wieder als Rechtsanwalt. Für einige Zeit wurde ihm allerdings die Zulassung entzogen, weil er sich weigerte, den Eid auf die Vereinigten Staaten abzulegen. Er starb am 12. Dezember 1893 durch einen Unfall, als er von einem Bürgersteig durch ein Geländer in einen Treppenschacht stürzte und sich dabei das Genick brach.